# Прапор Пирятинського району
Пра́пор Пиря́тинського райо́ну затверджений 17 серпня 2001 р. рішенням шістнадцятої сесії Пирятинської районної ради двадцять третього скликання.

## Опис
Прапор Пирятинського району має відношення сторін 2:3. З метою поєднання символіки району запропоновано колористичне поєднання теми із застосуванням кольорів і символів герба і прапора міста Пирятина. 
У композицію прапора внесено зображення натягнутого лука зі стрілою вістрям униз, яку обвивають дві змії, що спускаються донизу з піднятими вгору головами — основного елемента прапора козацької Пирятинської сотні і герба Пирятинського району. Його взято з історичних мотивів Пирятинщини середини XVII сторіччя: прапор козацької сотні і герб Пирятина мали малиновий колір із натягнутим золотим луком і стрілою. 

## Значення символів
Малиновий колір — символ могутності, хоробрості, успіху, єдності. 
Золотий лук зі стрілою — елементи, які входили до герба Пирятина та прапора Пирятинської сотні, вказують на історичну роль краю в обороні рідних земель. Дві змії, що обвивають стрілу, символізують торгівлю, достаток, родючість.